# Felt Mountain

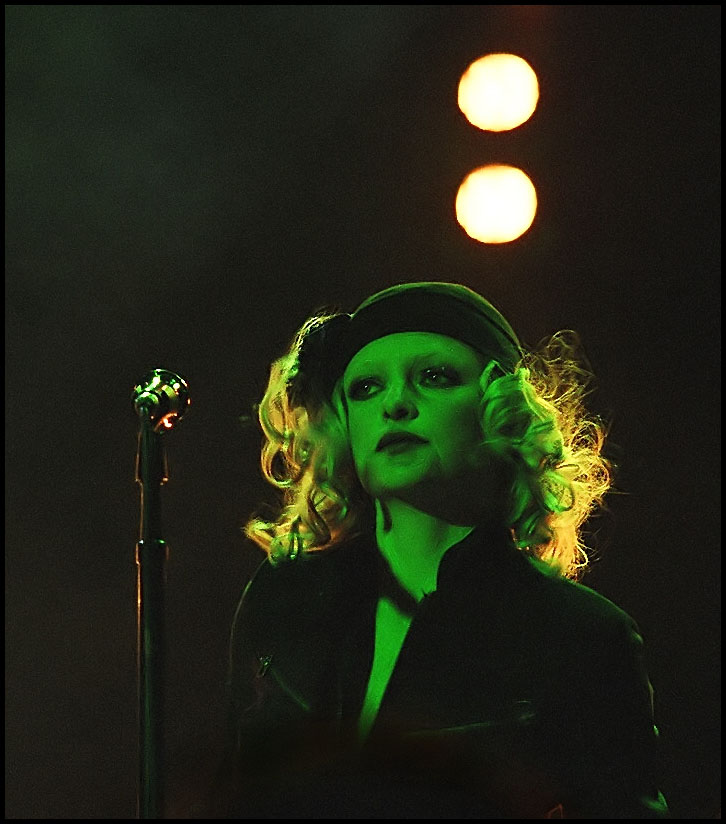
Alison Goldfrapp 2005

Felt Mountain ist das Debütalbum des britischen Electronica-Duos Goldfrapp. Es erschien am 11. September 2000 in Großbritannien beim Independent-Label Mute Records.

## Stil
Das Album wird den Genres Trip-Hop und Downtempo zugeordnet, weist aber auch Einflüsse aus der Musik der 1960er Jahre, Ambient, Cabaret, Folk und Jazz auf. Der Song Human erinnert durch die Streicherarrangements an Shirley Basseys James-Bond-Titellied Goldfinger. Auch bei anderen Werken des vor allem durch seine Filmmusiken bekannten Komponisten John Barry nimmt Felt Mountain Anleihen.

„Wir hören die Bläser von John Barry und das Clavinet von Lalo Schifrin. Aber die Bläser und das Clavinet sind nicht von Barry und Schifrin, sie klingen nur so traumhaft wie aus der Feder der Großmeister. Und das macht das Goldfrapp-Debüt aus dem Jahr 2000 zum vielleicht einzigen Album seiner Art.(...) Das Duo Goldfrapp aber schuf für seine Nachempfindungen der 60er-Jahre-Filme, in denen Spione aus der Kälte kamen, komplett eigene Kompositionen. Noch heute verwundern einen die Album-Credits: Darin sind keine Fremdbeiträge gelistet, dafür aber Instrumente wie das japanische Koto oder ein eigens beschäftigter Besenspieler.“

Vergleiche wurden ansonsten zu der elektronischen, mitunter eklektischen Musik von Björk und Portishead gezogen.

## Veröffentlichung
Das Album wurde im September 2000 von Mute als CD und LP auf den Markt gebracht. Im Oktober 2001 folgte eine „Special Edition“ als Doppel-CD, die Bonustracks und Remixes enthält.
Am 25. August 2001 stieg Felt Mountain in die britischen Albumcharts ein, in denen es während seiner fünfwöchigen Charthistorie Platz 57 erreichte. Als Single war zuvor Utopia ausgekoppelt worden, das im Juni 2001 Platz 62 in den Singlecharts erreichte. Im November 2001 konnte sich die Single-Auskopplung Pilots ebenfalls in den Top 75 platzieren.

## Besetzung
Goldfrapp
- Will Gregory – Keyboard, Arrangement
- Alison Goldfrapp – Gesang, Keyboard, Pfeifen

Studiomusiker
- Stuart Gordon – Violine, Bratsche
- Nick Batt – Synth-Bass, Perkussion
- Adrian Utley – Bass, Synthesizer
- John Parish – Schlagzeug, Bass, Gitarre
- Andy Davis – Ukulele, Melodica, Koto
- Rowan Oliver – Perkussion
- Andy Bush – Trompete, Flügelhorn
- Ben Waghorn – Tenorsaxophon
- John Cornick – Posaune
- Clive Deamer – Besen
- Steve MacAllister – Horn
- The Flowers Band – Blechblasinstrumente
- Steven Claydon – Synthesizer
- Tony Orrell – Schlagzeug
- Nick Cooper – Violoncello
- Alexander Bălănescu – Violine
- Mary Scully – Kontrabass
- Nick Barr – Bratsche
- Sonia Slany – Violine
- Bill Hawkes – Bratsche
- Jacqueline Norrie – Violine

Produktion
- Will Gregory – Produktion
- Alison Goldfrapp – Produktion, Cover Design
- Chris Weston – Programmierung (Track 8)
- Dave Bascombe – Abmischung (8)
- Nick Batt – Abmischung (3), Toningenieur
- Kevin Paul  – Abmischung (3), Toningenieur
- Luke Gordon – Programmierung (3/4), Toningenieur
- David Lord – Toningenieur
- John Dent – Mastering

## Titelliste
Alle Songs stammen aus der Feder von Alison Goldfrapp und Will Gregory.
1. Lovely Head – 3:49
2. Paper Bag – 4:05
3. Human – 4:36
4. Pilots – 4:29
5. Deer Stop – 4:06
6. Felt Mountain – 4:17
7. Oompa Radar – 4:42
8. Utopia – 4:18
9. Horse Tears – 5:10
Special Edition
10. Pilots (On a Star) – 4:00
11. U.K. Girls (Physical) – 4:51
12. Lovely Head (Miss World Mix) – 3:51
13. Utopia (New Ears Mix) – 3:10
14. Human (Calexico Mix) – 4:49
15.  Human (Massey’s Cro-Magnon Mix) – 5:55
16. Utopia (Tom Middleton’s Cosmos Vocal Mix) – 7:47

## Rezeption
Felt Mountain wurde weitgehend positiv rezensiert. AllMusic beurteilte das Album als eines der beeindruckendsten Debütalben des Jahres 2000. Laut.de bezeichnete das Album als einen „Riesenwurf“. Der Rezensent schrieb, selten habe ihn eine Platte beim ersten Hören so beeindruckt. Besonders lobte er die „fast schon genialen“ Arrangements.
2001 war das Album für den Mercury Prize nominiert.
Das E-Zine Slant Magazine nahm Felt Mountain 2010 in die Auswahl der besten 100 Alben des Jahrzehnts auf. Die britische Musikzeitschrift Q nannte das Album in seiner Redaktions-Bestenliste des Jahres 2000.
Felt Mountain gehört zu den 1001 Albums You Must Hear Before You Die.